# Stefan Mitrović
Stefan Mitrović (Beograd, 29. ožujka 1988.), srbijanski vaterpolist, bivši igrač beogradskog Partizana. Od sezone 2013./14. igra za mađarski Szolnok. Visok je 194 kg i težak 85 kg.
Kao igrač Ferencvárosa u sezoni 2018./19. osvojio je naslov prvaka Europe.